# Harald Lønborg
 Ikke at forveksle med Harald Lønborg-Jensen
Magnus Didrik Harald Hansen Lønborg (18. september 1868 i Nakskov – 23. april 1942 i Odense) var en dansk maler og fotograf, søn af Adolph Lønborg og bror til Cani Lønborg.
Harald Lønborg stod i fotograflære hos faderen, blev dimittend fra Det tekniske Selskabs Skole i København og gik på Kunstakademiet i tiden 1877-1889. Han blev derefter bestyrer af afdøde Christian E. Jørgensens fotografiske atelier i Viborg 1889-1903 og havde fra 1903 eget atelier i Odense. Han var medlem af bestyrelsen for Fyns Kunstforening fra 1927 til sin død.
Han blev gift 9. juni 1897 i Stockholm med Signe Augusta Kjellberg (12. oktober 1871 smst.), datter af redaktør Peter Carlsson Kjellberg og Mathilde Frimann. Han er begravet på Solbjerg Parkkirkegård på Frederiksberg.

## Udvalgte værker
- I Skumringen (akvarel, udstillet 1904)
- En Reberbane (akvarel, udstillet 1905)
- Et Kobbersmedeværksted (akvarel, udstillet 1905)
- En gammel Mand (akvarel, udstillet 1905)
- Bag Munkemøllestræde, de Eilskowske Boliger (1917, Fyns Kunstmuseum indtil 1968, derefter Møntergården, Odense)
- Overgade 41. Gaardinteriør (ca. 1920, Møntergården)
- Markeder og Torvehandel (tegning, 1917, Møntergården)
- Dame ved Flygel (akvarel, 1933, Fyns Kunstmuseum)
- Fra Venedig (akvarel, u.å., Hallands Museum, Halmstad)
- Desuden talrige uregistrerede fotografier og negativer (Møntergården, Odense)
- Publikation: Gamle Odense, 10 tegningsblade, efter 1917.

- Frederik Sporon-Fiedler
- Jørgen Swane
- Marco Christian Frederik Zahn 1916